# Myrmelachista amicta
Myrmelachista amicta är en myrart som beskrevs av Wheeler 1934. Myrmelachista amicta ingår i släktet Myrmelachista och familjen myror. Inga underarter finns listade i Catalogue of Life.